# 飛騨天満宮
飛騨天満宮（ひだてんまんぐう）は、岐阜県高山市にある神社（天満宮）である。
学問の神様・菅原道真が祭られている。
敷地内には約100本の梅が植樹されており、毎年3月中旬から4月中旬まで梅を楽しむことが出来る。

## 沿革
社伝によると、903年（延喜3年）、飛騨権掾菅原兼茂が父親の菅原道真が大宰府で亡くなったことを聞き、祠を建て、自らの手で彫った木像を祀ったのが始まりという。923年（延長元年）、菅原兼茂が都に帰るとき、この木像を村民に託したという。菅原兼茂は道真の三男で、901年（昌泰4年）の昌泰の変により、他の兄弟と同様に左遷され、飛騨国権掾になっている。
やがて荒廃したが、天正年間に松倉城城主三木自綱により再興される。
1645年（正保2年）には、高山城城主金森重頼が社殿を再建する。
2002年（平成14年）、菅原道真没後1100年を記念して太宰府天満宮より、京都から太宰府天満宮まで飛んでいったという伝説の「飛び梅」の子孫である「肥後駒止」「太宰大弐」という紅梅と白梅が神納された。

## 祭神
- 菅原道真

## 文化財
高山市指定文化財
- 天満神社石造鳥居[1]

高山市指定無形民俗文化財
- 飛騨天満宮獅子舞[2]

## 交通機関
- 高山本線高山駅より徒歩15分。